# Caxias
Caxias város Brazíliában, Maranhão államban. Lakosainak száma 156 973 fő (2022). Caxias Timon, Aldeias Altas, Codó, Coelho Neto, Matões, Parnarama, São João do Soter, Senador Alexandre Costa, Teresina és União községekkel határos.

## Népesség
A település népességének változása:
| Lakosok száma | 139 756 | 155 129 | 165 525 | 166 159 | 156 973 |
|               | 2000    | 2010    | 2020    | 2021    | 2022    |